# Voicu Vlad Grecu
Voicu Vlad Grecu (n. 21 noiembrie 1935, Lugoj, Timiș, România – d. 24 noiembrie 2020, București, România) a fost un profesor universitar doctor docent de fizică atomică și nucleară din România. Specializat în RES/REP, a lucrat la Catedra de Fizică Atomică și Nucleară din cadrul Facultății de Fizică a Universitatății București,  A fost decan al Facultății de Fizică și are mai mult de 100 de publicații în reviste de fizică internaționale din Occident.

## Activitatea științifică
- În 1953 a absolvit Liceul teoretic Nr. 3, Cluj
- În 1958 a absolvit Facultatea de matematică și fizică a Universității din Cluj, secția de fizică, diplomat universitar-fizician.
- În 1970 obține titlul de doctor cu teza: „Efecte Jahn-Teller în RES” la Universitatea Babeș-Bolyai.
- În 1982 obține titlul de profesor universitar la Catedra de Fizică Atomică și Nucleară, Facultatea de Fizică a Universității București.
- În perioadele 1976-84 și 1990-96, Șef al Catedrei de Fizică atomică și nucleară.
- In perioada 1996-2000 a fost Decan al Facultății de Fizică din satul Măgurele, Universitatea București.

## Experiență academică
- Din 1976 este conducător de doctorat în specialitatea Fizică atomică și moleculară", conducător de doctorate în co-tutela Univ. Paris-XI, din Orsay.
- 1970-1982, Conferențiar de Fizică atomică și nucleară
- 1968-1970, Lector
- 1966-1968, Șef de lucrări, Catedra de Fizică Atomică și Nucleară, Facultatea de Fizica, Universitatea Babes-Bolyai, Cluj-Napoca
- 1959-1966, Asistent la Catedra de Fizică atomică și nucleară.

## Apartenența sa la Asociații Profesionale de Fizică
- Membru al Societății Române de Fizică,
- Membru al Societății Europene de Fizică,
- Membru al Societății Internaționale de Rezonanță Magnetică, EPR/ESR,
- Membru al Societății Internaționale de Rezonanță Magnetică AMPERE,
- Vicepresedinte al Societății Române de Fizică, din 1998,
- Membru afiliat al "Institute of Physics", Londra, Regatul Unit
- Membru al colectivelor de redacție a revistelor European Journal of Physics și Roumanian Journal of Physics.
- Director adjunct al Institutului de Fizică Atomică (IFA), din septembrie 2001 (prin cumul de funcții)

## Alte activități

### Specializări/calificări
Specializări în laboratoare din străinătate:
Clarendon Laboratory, Oxford, UK (14 luni), Lab. de Photophysique Moleculaire, Orsay-Paris, Franta (3 luni), IUCN Dubna (pentru o lună), Jozef Stefan Institute, Ljubliana, Slovenia (2 luni), membru în mai multe comisii de doctorat la Univ. Paris XI, Paris VI, Rouen, Marseille II.

### Granturi și programe
Conducător și Director de granturi și contracte cu CNCSU, CNCSIS, Banca Mondială, TEMPUS, SOCRATES; membru în comisiile de evaluare a granturilor ANSTI, Academia Română, CNCSU, a comisiilor de evaluare a centrelor de excelență din învățământul superior (în anul 2000) și a centrelor de excelență din cadrul programului RELANSIN (2000-2001).

## Lucrări publicate
- O. Cozar, V. Grecu, V. Znamirovschi, Rezonanță electronică de spin pe complecși metalici, Editura Academiei, București, 2001 63.O. Cozar, A. Farkas, C. Cosma, V. Mercea, Fizica moleculei-Lucrări de laborator, Universitatea Babeș-Bolyai, Cluj-Napoca, 1975[nefuncțională]
.